# Euphyia sinuataria
Euphyia sinuataria är en fjärilsart som beskrevs av Felix Bryk 1948. Euphyia sinuataria ingår i släktet Euphyia och familjen mätare. Inga underarter finns listade i Catalogue of Life.